# Hyde Park Academy High School
Hyde Park Academy High School (anteriorment conegut com a Hyde Park High School i Hyde Park Career Academy) és un institut públic de 4 anys situat al barri de Woodlawn, al costat sud de Chicago, Illinois, Estats Units. Inaugurat el 1863, Hyde Park es troba al barri de Woodlawn al sud de la Universitat de Chicago. Hyde Park és una de les escoles públiques de Chicago (CPS). El 2012, Hyde Park es va convertir en la quarta escola secundària pública de Chicago per convertir-se en una escola de Batxillerat Internacional.

## Història
L'escola va ser establerta per la Chicago Board of Education com Hyde Park High School en 1863. L'escola va ser allotjada en diverses ubicacions des de la seva obertura fins a 1886 quan el consell d'educació va dedicar un edifici escolar de tres pisos situat a l'avinguda Kimbark i 56th Streets al barri de Hyde Park. Hyde Park va romandre en el lloc des de 1889 fins que es va decidir que es necessitava una nova ubicació per allotjar la població creixent de l'escola el 1910. Els funcionaris de Chicago van decidir un lloc rodejat per l'avinguda Stony Island cap a l'est, l'avinguda Harper cap a l'oest, la 62a. al nord i al carrer 63 cap al sud.
Hyde Park es va traslladar al seu lloc actual a la 6220 South Stony Island Avenue al juliol de 1914. L'escola va patir diverses renovacions importants durant el segle xx. Des del començament de l'escola, el cos d'estudiants d'Hyde Park era predominantment blanc. Els blancs eren els més poblats de la zona. La demografia de l'escola va començar a canviar a mitjans de la dècada de 1940 després que el govern pressionés la integració d'escoles i barris. Durant un període de vint anys a partir de 1947, la població blanca de l'escola va començar a declinar a causa que els blancs es van oposar a acceptar els baixos ingressos afroamericans per assistir a l'escola. El gener de 1966, el tauler d'educació de Chicago va ser acusat de violar les lleis federals i estatals quan van aprovar un pla per modernitzar Hyde Park (a causa de la seva creixent població d'afroamericans) i construir un nou batxillerat servir l'actual cos d'estudiants blancs de Hyde Park també atraient altres estudiants blancs situats al costat de l'escola. El pla violava la Llei de drets civils dels Estats Units de 1964, el pla mai es va dur a terme.
El 1967, l'escola era predominantment afroamericana en un 97%. Encara que la demografia entre els estudiants havia canviat, el professorat seguia igual. L'abril del 1973, l'escola es va convertir en una escola magnètica i el seu nom es va canviar a Hyde Park Career Academy, establint l'escola com una "carrera acadèmica". L'impuls per canviar el nom i el currículum de l'escola va ser fet pel llavors principal Weldon Beverly Jr. (que va servir com a director principal de l'escola des de 1975 fins a 2003) Hyde Park va començar a oferir classes de Batxillerat Internacional als seus alumnes durant el curs escolar 2000-2001. El 2004, el director general de Chicago Public Schools Arne Duncan i l'alcalde de Chicago Richard M. Daley van presentar el programa Renaissance 2010. Sota aquest programa, Hyde Park es va veure obligat a acceptar a més de 300 estudiants més de la zona que qualsevol altre batxillerat de la ciutat durant un període de dos anys. El nom de l'escola va canviar a Hyde Park Academy High School el 2012 quan l'escola es va convertir en Batxillerat Internacional.

## Atletisme
Hyde Park competeix a la Chicago Public League (CPL) i és membre de la Illinois High School Association (IHSA). Els equips esportius de Hyde Park són coneguts com a Thunderbirds (antics indis). L'equip de bàsquet de Hyde Park Boys ha estat quatre vegades campió regional (2003-04, 2004-05, 2005-06, 2008-09). Els nens pista i camp es van situar primer a l'estat el 1903 i el 1929. L'equip de bàsquet de les nenes va guanyar títols regionals tres temporades consecutives (2002-03, 2003-04, 2004-05).

## Alumnes notables
- Steve Allen - còmic, compositor, actor, presentador de The Tonight Show de NBC
- Ruby Andrews - cantant
- Boyd Bartley - exjugador MLB ( Brooklyn Dodgers)
- Fred Beebe - exjugador MLB (St. Louis Cardinals, Chicago Cubs, Cincinnati Reds, Philadelphia Phillies, Cleveland Indians )
- Carl C. Bell (1965) - psiquiatre, investigador internacional, acadèmic, autor, president / CEO
- Gwendolyn Brooks (1934) - poeta i escriptor
- Paul Butterfield (1959), cantant de blues inclòs al en el Blues Hall of Fame i Rock and Roll Hall of Fame
- L. Scott Caldwell (1967) - actriu
- The Chi-Lites: artistes gravadors, membres del Vocal Group Hall of Fame
- Frances Dee (1927) - actriu
- Melinda Dillon - Actriu nominada a l'Oscar, Encontres a la tercera fase,  A Christmas Story
- Amelia Earhart (1915) - aviadora
- Walter Eckersall (1883) - jugador de futbol
- Jane Fauntz - Medallista olímpica de salts
- Jeff Fort va ser empresonat a Chicago, líder del Black P. Stones i la seva facció El Rukins,[8]
- Jerome Frank - Jutge del tribunal d'apel·lació dels Estats Units[9]
- Jim Fuchs - Tirador olímpic, medallista de bronze en dues ocasions
- King Louie (Louis King Johnson Jr.) - raper
- Brig. Gen. Thomas S. Hammond - jugador de futbol i entrenador, empresari i soldat
- Herbie Hancock (1958) - pianista de jazz guanyador del premi Grammy, teclista de fusió
- Will Harridge - MLB President de la Lliga Americana 1931-59, membre del Saló de la fama del beisbol nacional de beisbol
- Donny Hathaway - Cantant, compositor, músic guanyador de Grammy
- Christian Hopkins - Jugador de futbol americà als New York Giants
- Geraldine Hunt - cantant, compositora i productora de disc i dansa
- Ina Ray Hutton (1916) - animadora, líder d'una banda femenina
- June Hutton - cantant
- Mel Jackson (1988) - actor
- Louis S. Kahnweiler (1937) - promotor immobiliari
- Frederick C. Leonard (1914) - astrònom especialitzat en meteorits
- Joe Mays (2003) - ugador de futbol americà de la NFL als Philadelphia Eagles i Denver Broncos
- Diane Nash - activista dels drets civils
- Minnie Riperton (1964) - cantant, mare d'actriu Maya Rudolph
- Renault Robinson (1960) - oficial de la Policia de Chicago i president del Departament d'Habitatge de Chicago[10]
- Paul Samuelson - economista i premi Nobel
- Robert A. Sengstacke - fotoperiodista.[11]
- Roger Sherman, jugador de futbol de la Universitat de Michigan, entrenador de la Universitat d'Iowa, i president de l'Illinois State Bar Association.
- Carole Simpson (1958) - periodista
- Lester Telser (1948) - economista
- Mel Torme (1944) - cantant, compositor
- Dick Anthony Williams - actor
- G Herbo (Herbert Wright III) - raper